# Secemin
Secemin è un comune rurale polacco del distretto di Włoszczowa, nel voivodato della Santacroce.
Ricopre una superficie di 164,13 km² e nel 2004 contava 5 493 abitanti.